# Угличский сыродельно-молочный завод
Угличский сыродельно-молочный завод (УСМЗ) — предприятие молочной промышленности в городе Углич Ярославской области (Россия).

## История

### Предпосылки образования завода
К первой половине 1920-х годов в России действовало около 6500 кустарных маслодельных и сыродельных заводов. В то время твердые сыры в России вырабатывали по зарубежным технологиям, которые не учитывали местные условия.
В 1934 вышло постановление Совнаркома об обязательной сдаче молока всеми индивидуальными хозяйствами, имеющими коров в личном пользовании. В связи с переходом от контрактации молока к обязательным госпоставкам, а также сильно увеличивающимся развитием колхозного животноводства поступление молока значительно выросло. Вследствие этого возникла необходимость строительства в Угличе крупного паромеханизированного завода производительностью 5000 тонн молока в год. Руководил строительством «Ярославский Сыртрест», в те годы объединявший под своим началом многие предприятия молочной промышленности Ярославского края. Завод в Угличе решено было сделать опытно-экспериментальным, организовав на его базе научно-исследовательскую лабораторию, которую возглавил Дмитрий Анатольевич Граников.

### Ранний СССР (1930-е г.)
Летом 1935 года сыродельный завод в Угличе был пущен в строй, а в 1936 организованная при нём экспериментальная научно-исследовательская лаборатория (НИЛС) начала свою работу в тандеме с новым производством. Лаборатория при опытном сыродельном заводе активно растет и развивается и вскоре ее переименуют сначала в Центральную, а затем во Всесоюзную научно-исследовательскую лабораторию сыроделия (ВНИЛ). В 30-х годах с участием лаборатории разработана технология сыров «Советский», «Костромской», «Голландский круглый». Позднее разработана технология большинства сыров, вырабатываемых в достаточно крупных количествах в России: «Угличского»; «Российского»; «Пошехонского»; «Белого Десертного», «Пикантного»; «Бийского»; «Литовского» и «Прибалтийского»; «Волжского» и «Волховского»; «Айболит» и «Славянского»; сливочных сыров пяти наименований; многих видов рассольных сыров.

### Военное время (1941—1945 гг.)
В первый военный год в августе 1941 года было получено распоряжение Главмаслосырпрома об эвакуации ВНИЛ и Угличского экспериментального завода в г. Бийск. Для этой цели была предоставлена баржа, в которую были погружены все ценности. К эвакуации предназначались целиком ВНИЛ и их сотрудники, его руководящий персонал с их семьями, а также все импортное оборудование завода. На заводе предполагалось всю производственную работу производить на отечественного происхождения. В конце сентября баржа с оборудованием и частью сотрудников отправилась вниз по р. Волге. С наступлением заморозков баржа прибыла в г. Пермь, все оборудование было перегружено с баржи в вагоны, отгружено 18 ж/д вагонов в г. Бийск. В 1944 году ВНИЛ вернулась из эвакуации по железной дороге.
Учитывая положительную роль ВНИЛ в развитии советского сыроделия, Совнарком СССР в 1944 г. постановляет создать на базе лаборатории Центральный научно-исследовательский институт сыродельной промышленности — ЦНИИС.

### Послевоенное время (1945—1985 гг.)
В послевоенный период на Угличский сырзавод стали поступать машины советского производства. В 1973 году построено новое здание Угличского производственно-экспериментального сыродельно-маслодельного завода (впоследствии ФГУП «Экспериментальный сыродельный завод») производительностью 150 тонн переработки молока в день.
Таким образом, к 1975 г. в Угличе практически сложился научно-производственный комплекс, выполнявший широкий круг исследований в области техники и технологии маслоделия и сыроделия, переработки вторичного молочного сырья, закономерной формой его развития стало создание на базе ВНИИМС Научно-производственного объединения (НПО) «Углич» (приказ Минмясомолпрома СССР от 30.09.75 г. № 220).
В его состав вошли:
- ВНИИМС — головная организация;
- Алтайский, Литовский и Северо-Кавказский филиалы, Армянское отделение;
- Угличский, Барнаульский, Ставропольский и Каунасский производственно-экспериментальные масло-сыродельные заводы;
- Угличский экспериментальный машиностроительный завод;
- Производственно-экспериментальный совхоз «Алтыново»;
- Производственная лаборатория биопрепаратов;
- Санаторий-профилакторий «Углич»;
- Типография[5].

Пятнадцать последующих лет были временем расцвета угличского сыро- и маслоделия. В составе НПО действовали несколько филиалов и отделений: два в РСФСР — на Алтае и Северном Кавказе, и два в союзных республиках — Литве и Армении.

### Переходный период и современность (1991 г. — 2023 г.)
Распад Советского Союза привёл к падению производства на предприятиях НПО «Углич».
В 2018 году агрохолдинг «АгриВолга» приобретает имущество ФГУП «Экспериментальный сыродельный завод» и проводит модернизацию производства. Общий бюджет модернизации завода составляет 1 млрд 840 млн рублей. С сентября 2018 года по июль 2020 года проведена первая часть модернизации завода: готова линия по выпуску ESL-молока, масла и кисломолочной продукции. С июля 2019 года по декабрь 2020 года проведена модернизация технологического оборудования сыродельной линии для производства полутвердых сыров и глубокой переработки молочной сыворотки.
С 2018 года предприятие называется «Угличский сыродельно-молочный завод». Завод выпускает молочную и кисломолочную продукцию, молоко разных видов жирности, творог, сметану, масло, кефир, йогурты под брендами — натуральная молочная продукция «Из Углича» и бренд «Ярослава». Предприятие имеет 13750 м² производственных площадей. Завод перерабатывает 200 т молока в сутки, из которых 75 т направляются на производство молочной продукции и 125 т — на производство сыра. По состоянию на 2023 г. на предприятии трудится более 240 сотрудников.
В 2023 году около 90 % российского масла, более 90 % натуральных и примерно 80 % плавленых сыров вырабатывается на основе рецептов и технологий, разработанных в Угличе.

## Заводской музей
В 2023 г. на территории завода создана первая в России экосистема промышленного и гастрономического туризма в России.

### Комментарии
1. ↑  Один из основоположников советского сыроделия. Создатель сортов сыра: «Советский» и «Угличский».
2. ↑  Научно-исследовательская лаборатория сыроделия, по состоянию на 2023 год — Всероссийский научно-исследовательский институт маслоделия и сыроделия, г. Углич
3. ↑  Всесоюзная научно-исследовательская лаборатория сыроделия, по состоянию на 2023 год — Всероссийский научно-исследовательский институт маслоделия и сыроделия, г. Углич
4. ↑  Центральный научно-исследовательский институт сыроделия, по состоянию на 2023 год — Всероссийский научно-исследовательский институт маслоделия и сыроделия, г. Углич